# ルッツ・ロング
ルッツ・ロング（Carl Ludwig "Lutz" Long、1913年4月27日 - 1943年7月13日）は、ドイツの男子陸上競技選手。1936年ベルリンオリンピック男子走幅跳の銀メダリストである。
ロングは、ベルリンオリンピックで、この大会で短距離・跳躍種目で4冠を達成したアメリカのジェシー・オーエンスと対戦。走り幅跳びの予選では、オーエンスがいきなり2回ファールし後がなくなり苦しんでいる中、ルッツはオーエンスに適切にアドバイスすることでオーエンスをサポートするといったスポーツマンシップに則った行動をとったことでよく知られている。その後オーエンスは一転して、誰もオーエンスの上位3つの記録に寄せ付けないという圧倒的な力を見せつけ、決勝で1位になり、金メダルを獲得する（ちなみに銀メダルはアドバイスをしたロング、銅メダルは日本の田島直人だった）。
ロングのこの行動に対し、彼の死後ピエール・ド・クーベルタン・メダルが贈られている。

## ベルリンオリンピック（1936年）

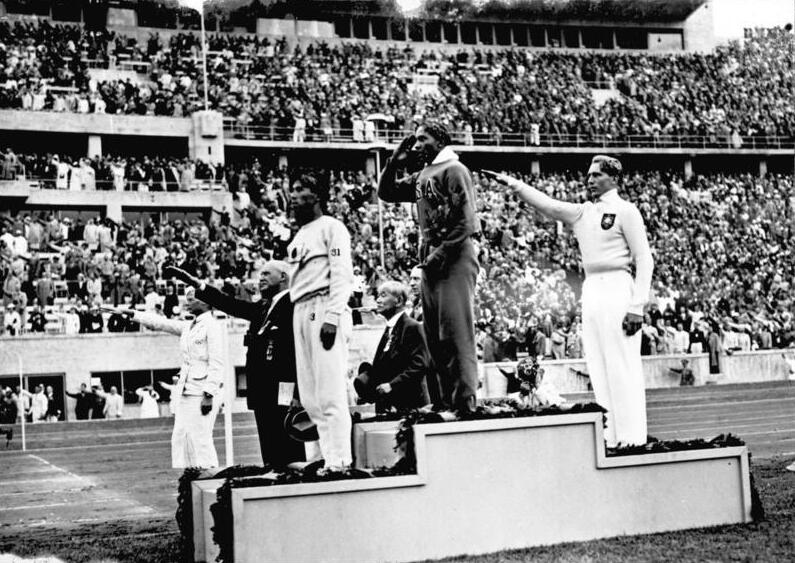
走幅跳の表彰台に立つメダリストたち、左から田島直人、ジェシー・オーエンス、ルッツ・ロング

ベルリンオリンピックを国威発揚の場と考えていたドイツ政府は、自国の選手に高い期待を寄せていた。既に1934年のヨーロッパ陸上競技選手権大会で走幅跳3位という実績を残していたロングは、その期待に応え予選ラウンドでオリンピック新記録を樹立する。一方で、オーエンスは最初の2回の跳躍がファールになって後がなくなってしまい、フィールドに座り込んでしまう。
オーエンスによると、ロングは踏み切り線の数インチ前から跳躍しろと話しかけてきたという。オーエンスがいつもより大きく助走開始位置を下げたので、ロングはオーエンスがファールを犯さずに次のラウンドに進めると思ったという。
オーエンスがそのように語ったことについては議論があるが、3回目の試技の時には非常に落ち着いており、踏み切りに約15cmの余裕を持って跳んだということは知られている。
そして、オーエンスは3回目の試技を成功すると、その後の試技でロングの記録を抜き、ジェシー・オーエンスが当時の世界最高記録である8m13の記録をたたき出し、走幅跳で金メダルとなった。ロングは金メダルを獲得したオーエンスをまず祝福し、その際に、ルッツ・ロングは以下の言葉を残した。
その後、彼らは腕を組んで控室に入っていったという。
このオリンピックでロングは、走幅跳のほか三段跳にも出場して10位となっている。
なお、ロングはレニ・リーフェンシュタールが監督したベルリンオリンピックの記録映画『オリンピア』に登場している。また、オーエンスの人生を描いた映画『栄光のランナー/1936ベルリン』の中でも、一連の場面が描かれている。
| 年   | 大会                 | 場所               | 種目   | 結果 | 記録  |
| ---- | -------------------- | ------------------ | ------ | ---- | ----- |
| 1936 | ベルリンオリンピック | ベルリン（ドイツ） | 走幅跳 | 2位  | 7.87m |
| 1936 | ベルリンオリンピック | ベルリン（ドイツ） | 三段跳 | 10位 |       |

## その後
ロングはライプツィヒ大学で法律を学び、1937年に国家社会主義ドイツ学生連盟のメンバーとなる 。第二次世界大戦が勃発する前には、ハンブルクで弁護士として働いていた。また1938年に突撃隊へ入隊している（最終階級は突撃隊兵長）。1940年には国家社会主義ドイツ労働者党の党員となる（党員番号8,051,702）。
第二次世界大戦に従軍したロングはハスキー作戦に参加して1943年7月10日に重傷を負い、シチリア島のサン・ピエトロ・クラレンツァに設置されたイギリス軍の野戦病院で7月13日に死去した。彼はモッタ・サンタナスタージアにある墓地に埋葬された。
ロングの故郷であるライプツィヒのスポーツ施設そばの道路及びミュンヘンオリンピック記念公園（Olympiapark, Munich）は、彼の名に因んで名づけられた。彼の獲得したメダルや写真、そして文書などはライプツィヒのスポーツ博物館に寄贈された。
なお、2009年にベルリンで開催された世界陸上では、ロングの息子カイとオーエンスの孫マーリーンが揃って男子走幅跳の表彰式でプレゼンターを務めた。